# Croissanville
Croissanville ist eine Ortschaft im französischen Département Calvados in der Normandie. Die bisher eigenständige Gemeinde ging mit Wirkung vom 1. Januar 2017 in der neu gebildeten Gemeinde Mézidon Vallée d’Auge auf. Die Nachbarorte sind Cléville im Norden, Méry-Corbon im Nordosten, Bissières im Osten, Magny-le-Freule im Südosten, Ouézy und Cesny-aux-Vignes im Süden und Airan im Westen.

## Sehenswürdigkeiten

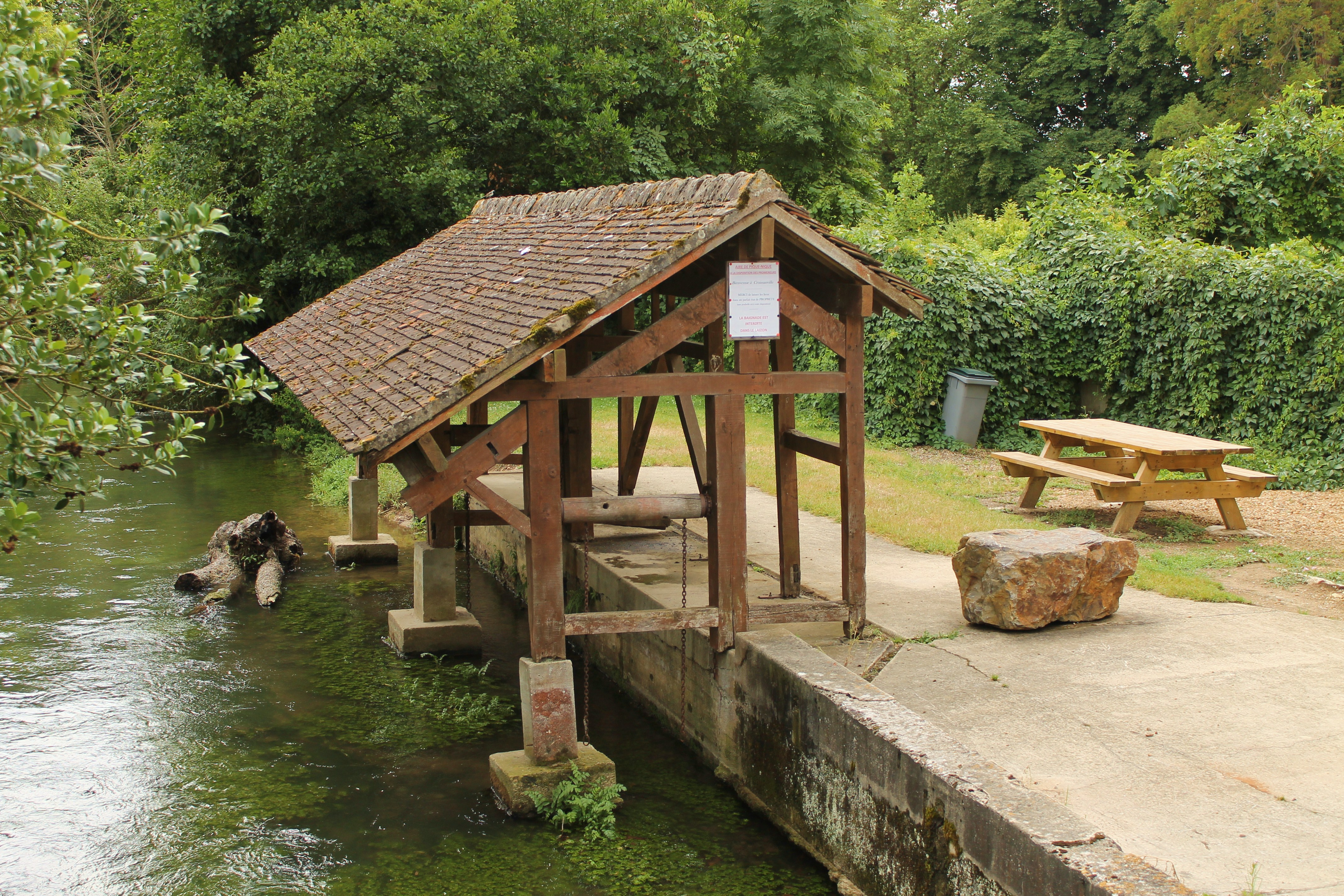
Lavoir

- Lavoir
- Kirche Saint-Aubin

## Bevölkerungsentwicklung
| Jahr      | 1962 | 1968 | 1975 | 1982 | 1990 | 1999 | 2008 | 2016 |
| --------- | ---- | ---- | ---- | ---- | ---- | ---- | ---- | ---- |
| Einwohner | 287  | 275  | 283  | 258  | 315  | 333  | 436  | 544  |